# Notharchus swainsoni
El buco de Swainson o chacurú grande (Argentina, Paraguay) (Notharchus swainsoni), es una especie de ave galbuliforme perteneciente al género Notharchus que integra la familia Bucconidae. Es nativa del centro este de América del Sur.

## Descripción
Mide 23 cm. Posee un pico negro robusto, con el extremo curvo, y rodeado de vibrisas y una cabeza demasiado grande en proporción al resto del cuerpo. Cuello corto. Plumaje laxo. Dorsalmente negro, cabeza blanca con corona y antifaz negros, ancha banda pectoral negra, resto de las partes inferiores ocráceo-anteadas, flancos barrados. Patas negras, cortas y débiles.

## Distribución y hábitat
Se distribuye en el sureste de Brasil (Espírito Santo a Santa Catarina), este de Paraguay, y noreste de Argentina (Misiones). En Brasil, registros más al norte en el este de Bahía y más al oeste en Mato Grosso do Sul.

Su hábitat natural son los bosques húmedos a baja altitud y los bosques primarios muy degradados tropicales y subtropicales. Aunque su población no ha sido cuantificada, se la supone abundante debido al extenso territorio en el que se encuentra. Ocurre en restingas, en la Mata atlántica, en bosques mesófilos residuales pero desaparece de pequeños fragmentos de bosque.

## Comportamiento
Es localmente migratorio en el verano. Se encarama en ramas secas o en árboles de ambay (Cecropia) y a veces sigue hormigas guerreras.

### Alimentación
Como sus congéneres, su dieta consiste en artrópodos grandes y lagartijas que atrapa con su pico robusto.

### Reproducción
Nidifica en termiteros a una altura entre 5 y 12 m del suelo.

## Sistemática

### Descripción original
La especie N. swainsoni fue descrita por primera vez por el ornitólogo británico George Robert Gray en 1846 bajo el nombre científico Bucco swainsoni; localidad tipo «Brasil».

### Taxonomía
Forma una superespecie con Notharchus macrorhynchos y Notharchus hyperrhynchus, con quienes era antes considerada conespecífica. Es monotípica.

Esta especie fue considerada una subespecie de N. macrorhynchos, pero las dos difieren en morfología, osteología y vocalización de acuerdo a los estudios de Alvarenga et al. 2002 y Rassmusen y Collar 2002. En consecuencia, fueron separadas en dos especies por el South American Classification Committee (SACC) American Ornithologists' Union, en 2004, mediante la aprobación de la Propuesta N° 124.